# Фицджеральд, Томас, 2-й граф Килдэр
Томас Фиц-Джон Фицджеральд (англ. Thomas FitzJohn FitzGerald, 2nd Earl of Kildare, Lord Offaly, умер 9 апреля 1328) — ирландский аристократ, 2-й граф Килдэр (1316—1328), пэр Ирландии, лорд-юстициарий Ирландии (1318—1321, 1326—1328).

## Биография
Томас Фицджеральд был старшим сыном Джона Фицджеральда, 1-го графа Килдэра и 4-го лорда Оффали (ок. 1250—1316), и его жены Бланш де ла Рош, дочери Джона Рош, лорда Фермой.
В сентябре 1316 года после смерти своего отца Томас Фицджеральд унаследовал его владения и титул графа Килдэра. Томас Фиц-Джон Фицджеральд был назначен командующим 30-тысячной английской армии для войны с Эдуардом Брюсом, который был коронован верховным королем Ирландии. Но в то же время войну против Эдуарда Брюса вел Роджер Мортимер, лорд-лейтенант Ирландии (1317—1318, 1319—1320). Томас Фицджеральд так и не успел присоединиться к нему и принять участие в войне. Эдуард Брюс был разбит и погиб в 1318 году.
В 1318 году Томас Фицджеральд был назначен на должность лорда-юстициария Ирландии (1318—1321). Затем он был вторично назначен на эту должность в феврале 1326 года. Занимал должность юстициария Ирландии до своей смерти в 1328 году. Скончался в замке Мейнут. Был похоронен во францисканском монастыре в Килдэре.

## Брак и дети
Томас Фиц-Джон Фицджеральд был женат на Джоан де Бург (около 1300 — 23 апреля 1329), третьей дочери Ричарда де Бурга, 2-го графа Ольстера (1259—1326), и Маргарет де Бург. Их брак состоялся 16 августа 1312 года в замке Гринкасл в графстве Даун. Их дети:
- Джон Фицджеральд (1314—1323)
- Ричард Фицджеральд, 3-й граф Килдэр (1317—1329), преемник отца.
- Морис Фицджеральд, 4-й граф Килдэр (1318—1390).

Вдова Томаса вышла замуж во второй раз — за Джона Дарси, 1-го барона Дарси из Найта.